# Alice Schiavoni Bosio
Alice Schiavoni Bosio, född 12 mars 1871 i Florens, död 24 januari 1931 i Rom, var en italiensk rösträttskvinna. 
Hon var redaktör för Attività Femminile Sociale 1913-1916, verksam inom Consiglio Nazionale delle Donne Italiane, medlem i International Council of Women, och deltagare i både Internationella Kvinnokongressen i Haag 1915 och Inter-Allied Women's Conference 1919.